# Lótücsök
A közönséges lótücsök vagy  közönséges lótetű (Gryllotalpa gryllotalpa) a lótücsökfélék családjába tartozó, Eurázsiában honos rovarfaj. 

## Megjelenése
A közönséges lótücsök testhossza a hím esetében 35-40 mm, a nőstény 40-50 mm. Nagy, erőteljes testalkatú faj. Színe felül sötétbarna, a hasán okkersárgás. Finom, sárgás szőrök borítják, amitől felszíne mattá válik. Csápjai viszonylag rövidek (hosszuk kb. megegyezik a fej és a torpajzs együttes hosszával). Elülső végtagjai karmos ásólábakká módosultak. Torpajzsa domború, a hátsó széle kerek. Az elülső fedőszárnyak kb. olyan hosszúak mint a torpajzs és a potroh közepéig érnek. A nőstények fedőszárnyának erezete párhuzamos, míg a hímekén Y alakú minta látható. A hátsó szárnyak hosszúak, egészen a potrohvégig érnek. A cerkuszok (potrohfüggelékek) mindkét nemnél hosszúak és szőrözöttek. A nőstény tojócsöve kicsi, kívülről nem látható. 
A hím meleg tavaszi estéken énekel föld alatti kamrájából. Erős, mély, messzire hangzó, a lappantyúéra emlékeztető, rezgő hangját sokáig, fél percig is hallathatja megszakítás nélkül. Tavasszal és kora nyáron este és éjszaka énekel. A hímek hangjuk felerősítésre jellegzetes, Y alakú rezonátorüreget ásnak. 

### Hasonló fajok
A sztyeppi lótücsök hasonlít rá.

## Elterjedése
Európában és Nyugat-Ázsiában honos, Portugáliától Iránig. Elterjedésének északi határát Dél-Skandináviában éri el. Dél-Európában elterjedése a tőle nehezen elkülöníthető rokon fajok miatt bizonytalan. Magyarországon országszerte megtalálható, eléggé gyakori. Az újabb genetikai vizsgálatok alapján lehetséges, hogy sok esetben nem a közönséges, hanem a sztyeppi lótücsköt észlelték.   

## Életmódja
Meleg- és nedvességkedvelő. Nedves rétek, vízpartok, kertek lakója, ahol a nedves, laza talajban ás járatokat. Szinte egész életét a föld alatt tölti, ahol elsősorban rovarokkal, lárvákkal, kisebb mértékben növényi gyökerekkel, gumókkal (pl. burgonya, répa) táplálkozik. Vízszintes járatrendszere általában nem túl mélyen húzódik, de függőleges, mély lyukakat is ás a teleléshez, költéshez vagy vedléshez. Jól repül és úszik.
Több évig él, de rejtett életmódja miatt csak ritkán kerül szem elé. Leginkább május-júniusi párzási időszakában lehet találkozni vele, amikor a hímek énekelnek, illetve esténként kisebb-nagyobb csoportokban repülnek 4-20 m magasságban. Az erősebb fényforrások körül nagyobb tömegekben gyűlhetnek össze. A nőstény akár egy méter mélyre ásott járatába rakja petéit. A költőkamra falait a nyálával erősíti meg. Az egyenesszárnyúak között egyedülálló módon gondozza utódait, rendszeresen nyalogatja petéit, hogy nedvesen tartsa őket és megvédje a gombás fertőzésektől. Ha a talaj túl nedves, a vizet külön járatokkal vezeti el a költőkamrától. A lárvák 10 fejlődési stádiumon mennek keresztül, második életévükre érik el végleges méretüket és háromévesen lesznek ivarérettek. 
Ahol elszaporodik, jelentős károkat okozhat a kertekben, főleg a palántákat károsítja gyökereik megrágásával és a talaj túrásával. Az intenzív mezőgazdaság terjedésével létszáma visszaszorulóban van. 

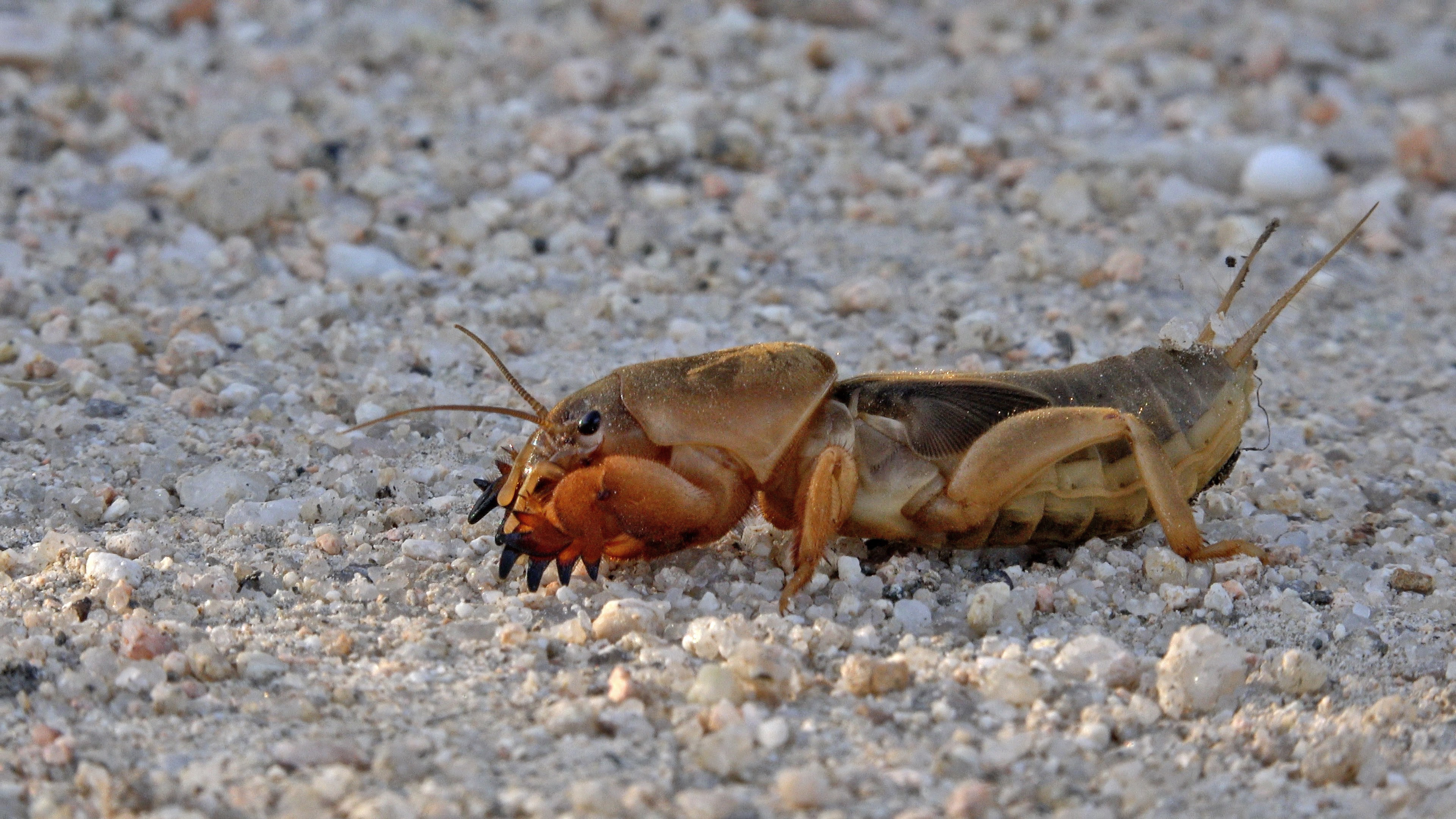
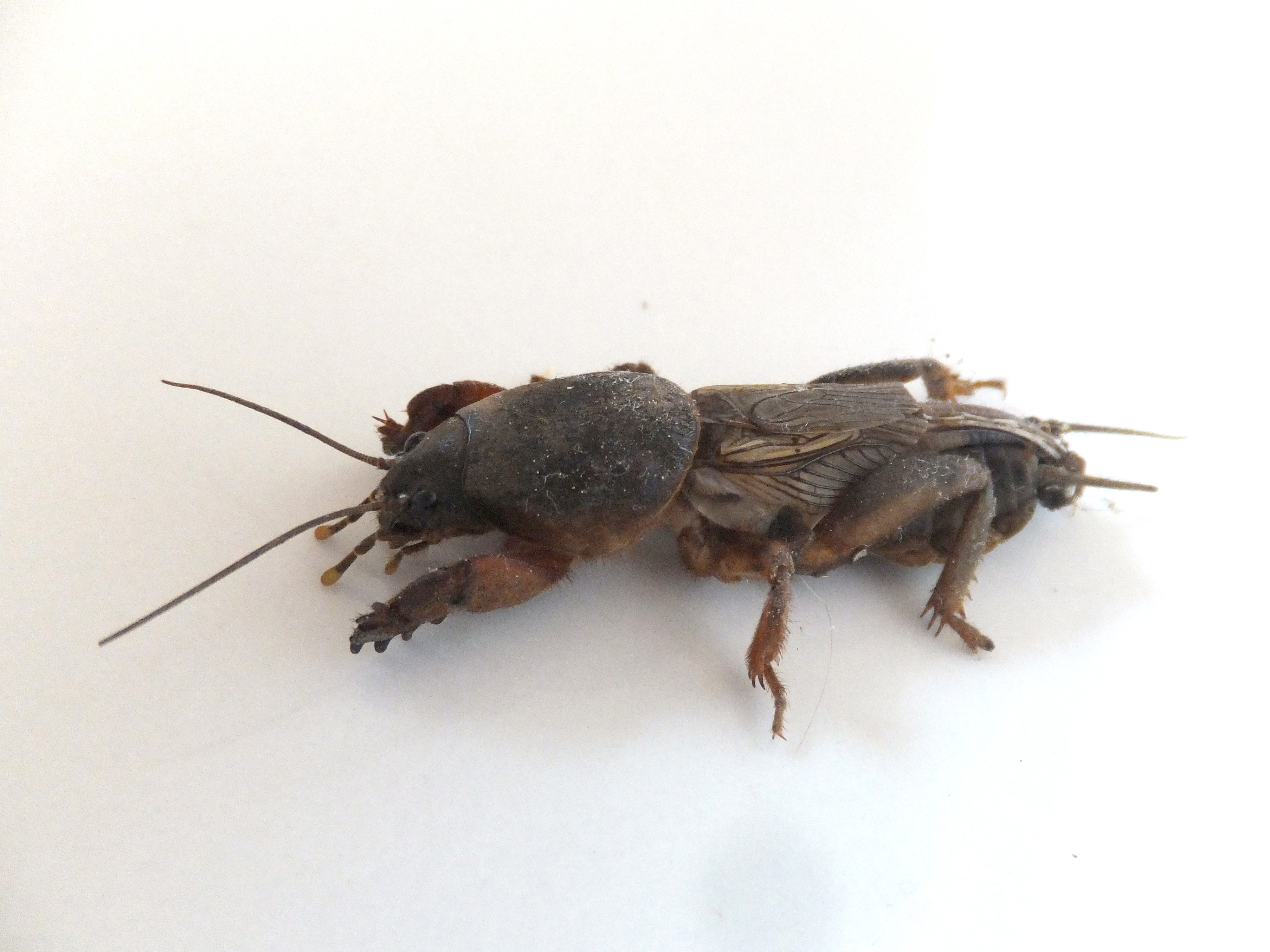
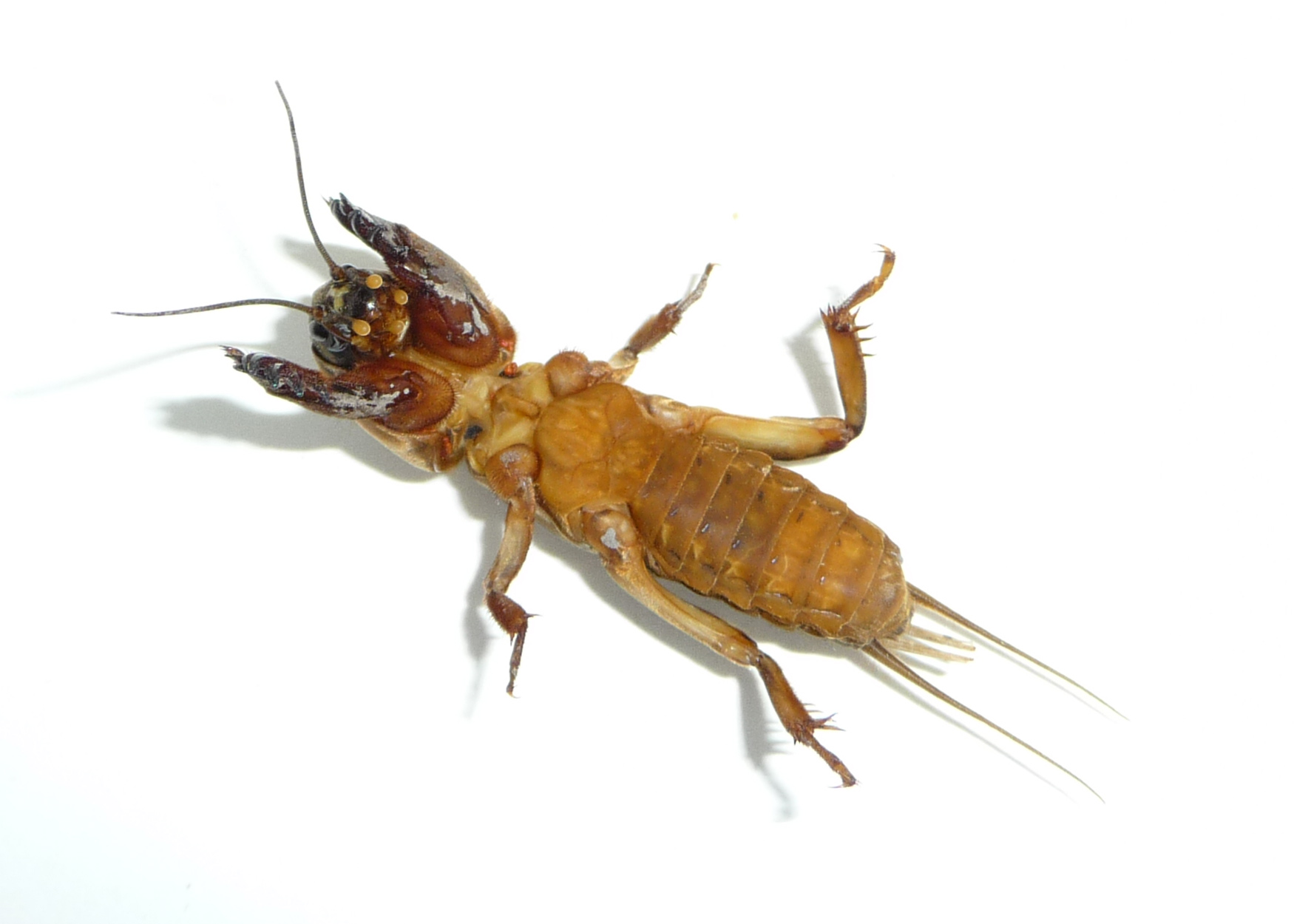
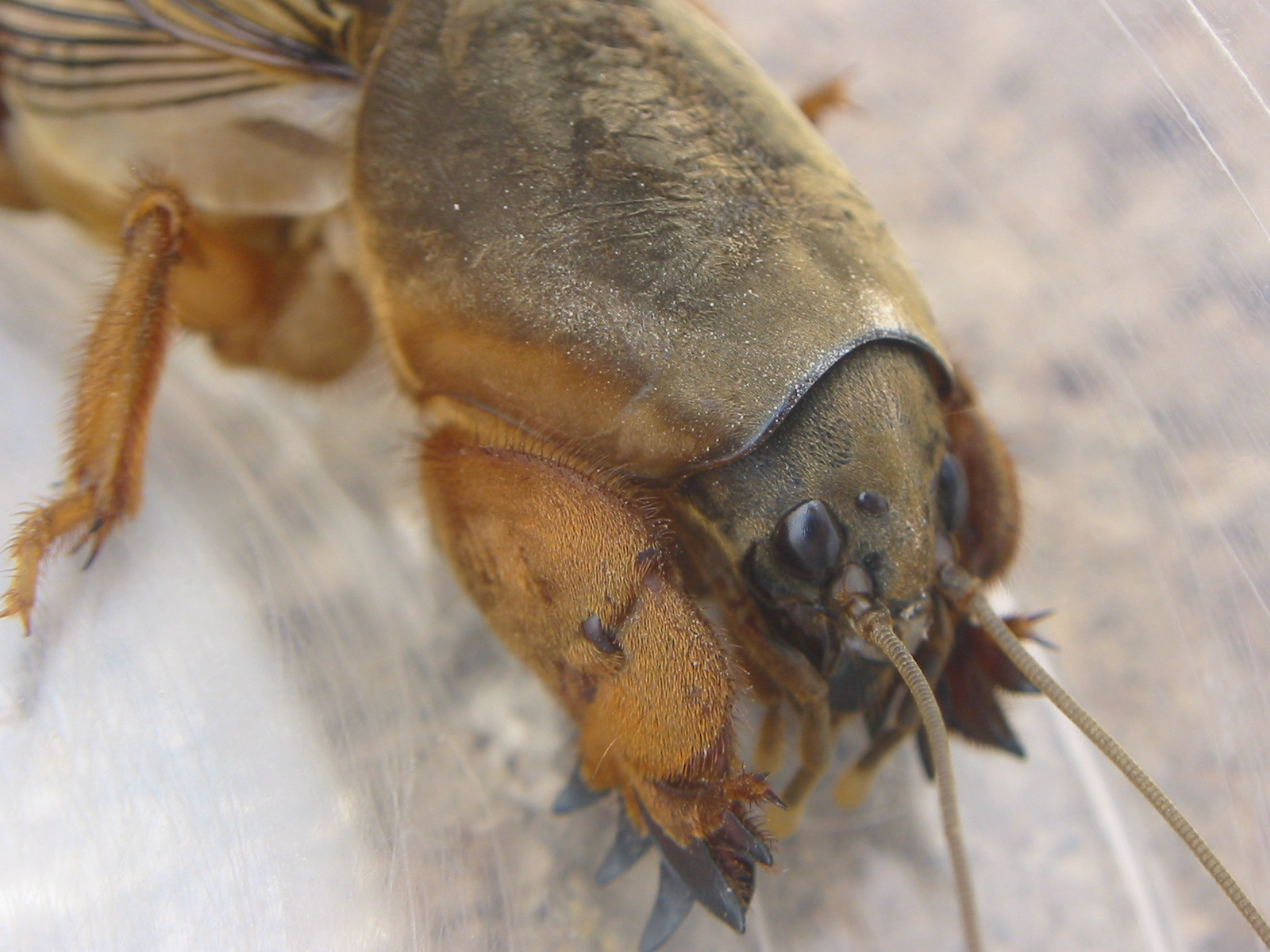
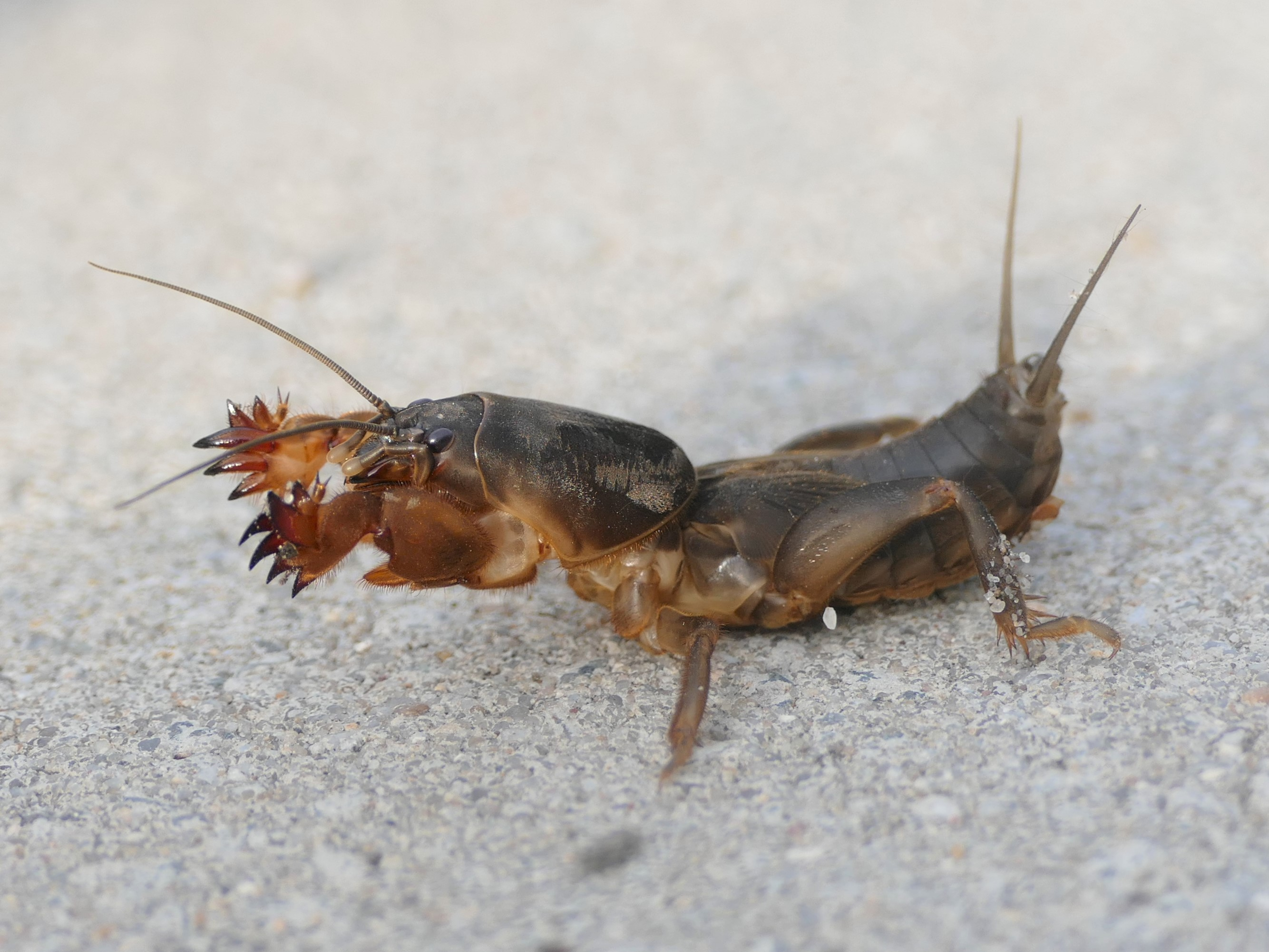

Magyarországon nem védett.